# Хаджи, Янис
Я́нис Ха́джи (рум. Ianis Hagi, ˈjanis ˈhad͡ʒʲ; род. 22 октября 1998, Стамбул) — румынский футболист, полузащитник шотландского клуба «Рейнджерс» и сборной Румынии. Участник чемпионата Европы 2024. Сын футболиста и тренера Георге Хаджи.

## Карьера

### Клубная
Янис является воспитанником академии своего отца Георге Хаджи — юношеской системы клуба «Вииторул», в которой он занимался с 2009 по 2014 год.

#### «Вииторул»
5 декабря 2014 года он дебютировал за «Вииторул» в матче против команды «Ботошани». 29 мая 2015 года Хаджи забил свой первый гол сыграв вничью со счётом 4:4 против того же соперника, а также впервые выйдя в стартовом составе. В июне он получил звание капитана команды. В октябре газета The Guardian назвала его одним из 50 лучших молодых футболистов мира 1998 года рождения.

#### «Фиорентина»
10 июля 2016 года Хаджи стал игроком итальянской «Фиорентины». Он дебютировал в чемпионате 23 октября 2016, заменив Йосипа Иличича в конце выездной победы над «Кальяри» со счётом 5:3. В апреле 2017 года Хаджи был номинирован на премию Golden Boy.

#### Возвращение в «Вииторул»
Хаджи вернулся в «Вииторул» 18 января 2018 года за 2 миллиона евро, при этом «Фиорентина» получила право на 30 % от будущей платы за трансфер. В июле он снова был номинирован на премию Golden Boy. Во время своего второго пребывания в команде он забил двадцать голов в 53 матчах во всех соревнованиях. Он выиграл свой первый трофей в карьере 25 мая 2019 года, после того, как «Вииторул» победил «Астру» со счётом 2:1 в финале Кубка Румынии.

#### «Генк»
12 июля 2019 года действующие чемпионы Бельгии «Генк» объявили о подписании Хаджи. Контракт был подписан на 5 лет. Плата за трансфер по-разному оценивалась в 4 миллиона евро, 8 миллионов евро с учётом бонусов за результаты или 10 миллионов евро за 85 % прав игрока с бонусами. 26 июля 2019 года в матче против «Кортрейка» Хаджи дебютировал, выйдя со скамейки запасных и забив победный гол, победив со счётом 2:1.

#### «Рейнджерс»
31 января 2020 года Хаджи присоединился к клубу «Рейнджерс» на правах аренды на полгода с возможностью выкупа. На следующий день он дебютировал за клуб в качестве замены в нулевой ничье с клубом «Абердин». 5 февраля Хаджи вышел в стартовом составе и забил победный гол со счётом 2:1 против «Хиберниана». 20 февраля футболист дважды забил в ворота «Браги» в Лиге Европы УЕФА, помогшие своей команде выиграть со счётом 3:2. В конце мая 2020 года «Рейнджерс» объявили, что подписали долгосрочный контракт с Хаджи. В конце сезона «Рейнджерс» завоевали титул чемпиона Шотландии в премьер-лиге. Индивидуально Хаджи также получил награду «Плеймейкер сезона шотландской премьер-лиги» за наибольшее количество ассистов (11 передач). 17 мая 2021 года Хаджи стал лучшим молодым игроком года в «Рейнджерс».

### В сборной
Выступает за юношеские и молодёжные сборные Румынии.
17 ноября 2018 года дебютировал за национальную сборную в матче Лиги наций против Литвы (3:0).
Летом 2019 года Янис был приглашён в сборную для участия в Чемпионате Европы среди молодёжных команд, который состоялся в Италии. В первом матче в группе против Хорватии он отличился голом, а его команда крупно победила 4:1. Во втором матче в группе против Англии вновь забил гол на 85-й минуте, а его команда победила 4:2.
Евро 2024 стало его первым турниром с сборной Румынией.

## Достижения
Командные
«Вииторул»
- Обладатель Кубка Румынии — 2018/19
- Обладатель Суперкубка Румынии — 2019/20

«Генк»
- Обладатель Суперкубка Бельгии — 2019/20

«Рейнджерс»
- Победитель Чемпионата Шотландии по футболу — 2020/21